# Jakub Klášterka
Jakub Klášterka (Plzeň, 28 de abril de 1994) é um automobilista tcheco. Em 2012, ele disputou quatro corridas da GP3 Series pela equipe Jenzer Motorsport.